# Eurya buxifolia
Eurya buxifolia är en tvåhjärtbladig växtart som beskrevs av Elmer Drew Merrill. Eurya buxifolia ingår i släktet Eurya och familjen Pentaphylacaceae. Inga underarter finns listade i Catalogue of Life.